# Enicur dorsinegre
L'enicur dorsinegre (Enicurus immaculatus) és una espècie d'ocell de la família dels muscicàpids (Muscicapidae). Es troba present als següents països de la zona indomalàia: Bangladesh, Bhutan, l'Índia, Myanmar, Nepal i Tailàndia. Sol frequentar les zones humides i els cursos d'aigua en boscos tropicals i subtropicals de frondoses humits. El seu estat de conservació es considera de risc mínim.